# Bertil Göransson
Bertil Edvard Göransson (født 9. februar 1919 i Limhamn, død 10. april 2004 i Vårgårda) var en svensk roer.
Göransson vandt som styrmand (sammen med Olle Larsson, Gösta Eriksson, Ivar Aronsson og Evert Gunnarsson) sølv ved OL 1956 i Melbourne i disciplinen firer med styrmand. Italien og Finland vandt henholdsvis guld og bronze. Ved de samme lege var han styrmand i den svenske otter, der blev nr. 4 i konkurrencen.
Göransson vandt desuden to EM-sølvmedaljer i 1955, en i firer med styrmand og en i otter. Dertil kommer 12 svenske og to nordiske mesterskaber.

## OL-medaljer
- 1956:  Sølv i firer med styrmand